# Henri Bremond
Henri Bremond (* 31. Juli 1865 in Aix-en-Provence, Département Bouches-du-Rhône; † 17. August 1933 in Arthez-d’Asson, Département Pyrénées-Atlantiques) war ein französischer Literaturkritiker, Theologe und Schriftsteller,  katholischer Philosoph mit modernistischen Sympathien, zeitweilig Jesuit.

## Leben
Henri Bremond war der Sohn eines Notars. Schon mit 17 Jahren trat er der Gesellschaft Jesu bei und verbrachte sein Noviziat in England. Am 8. September 1892 wurde er zum Priester geweiht. 1901 traf er George Tyrrell, mit dem ihn seither eine tiefe Freundschaft verband. 1904 verließ Bremond die Jesuiten wieder, weil er durch sein nonkonformistisches Temperament Schwierigkeiten hatte. Der Erzbischof von Aix-en-Provence, François Bonnifay, nahm ihn in den Bistumsklerus auf. Die Assistenz bei Tyrrells Begräbnis, bei dem Bremond, der dem Sterbenden beigestanden hatte, in Zivilkleidung das Grab segnete, trug ihm eine zeitweise Suspension vom Priesteramt ein. Sein Werk Sainte Chantal wurde 1913 auf den Index librorum prohibitorum gesetzt. Indexgutachter war Joseph Lemius, der Hauptautor der Enzyklika Pascendi, der in dem Werk modernistische Tendenzen entdeckte.
Der französische Schriftsteller und Gründer der Equipes Socials, Robert Garric, berichtet über das Äußere von Henri Bremond: Der Abbé war groß, hager, ja riesig; er betrachtete einen von oben her, mit lebhaftem Blick, aus dem der Schalk hervorblitzte; die Lippen schmal und zusammengepreßt, streute er seine feinsinnigen Bemerkungen ein, sprühte und lenkte die Unterhaltung.
Bremond schrieb für die Annales de philosophie chrétienne, den Correspondant, die Revue des Deux Mondes und die Revue de Paris. Er war auch ein produktiver Autor von Büchern zu literarischen Themen und zum Katholizismus.
Als Nachfolger von Louis Duchesne wurde er 1923 zum Mitglied der Académie française gewählt (Fauteuil 36). Er war auch Offizier der Ehrenlegion.

## Rezeption
Zu seinen Hauptwerken zählen die unvollendete monumentale elfbändige Histoire littéraire du sentiment religieux en France depuis la fin des guerres de religion jusqu'à nos jours (1916–1936) und La Poésie pure : Un débat sur la poésie. La poésie et les poètes (1926), das er zusammen mit Robert de Souza verfasste. Sein hauptsächliches Forschungsgebiet war die aszetische und mystische Literatur der École française de spiritualité, einer französischen Richtung der Spiritualität. Er war auch einer der ersten Biografen von John Henry Newman. Der Poet Maurice Martin du Gard, gleichfalls Mitglied der Ehrenlegion, attestierte Bremond une passion littéraire effrénée (eine ungezügelte Leidenschaft für die Literatur).
Die Zuordnung zu den Modernisten wird heutzutage relativiert. Der Briefwechsel mit Maurice Blondel wurde um 1970 herausgegeben und löste ein neues Interesse am Werk von Henri Bremond aus.

## Werke (Auswahl)

### Autor
Biographien
- Thomas More. Lordkanzler, Humanist und Märtyrer („Le bienheureux Thomas More, 1478-1535“, 1904). Habbel Verlag, Regensburg 1949.
- Newman. Essai de biographie psychologique. Bloud & Gay, Paris 1932 (EA 1906).
- Gerbet. 2. Aufl. Bloud, Paris 1907.
- Nicole. Le prisme, de défauts des gens de bien, des moyens de profiter de mauvais sermons. Bloud, Paris 1909.
- Apologie pour Fénelon. 2. Aufl. Perrin, Paris 1910.
- Sainte Chantal. (1572-1641). Lecoffre, Paris 1912.
- Maurice Barrès. Bloud & Gay, Paris 1924.
- Sainte Catherine d’Alexandrie. Laurens, Paris 1926 (L'art et les saints).
- L'Abbé Tempête. Armand de Rancé, Réformateur de la Trappe. Hachette, Paris 1929 (Figures du passé).
- Un clerc qui n’a pas trahi. Alfred Loisy d'après ses mémoires. Nourrit, Paris 1931.

Briefwechsel
- André Blanchet (Hrsg.): Henri Bremond et Maurice Blondel. Correspondance (Études bremondiennes; Bd. 2, Teile 1/3). Aubier, Paris 1970/71 (3 Bde.)

1. Les commencements d'une amitié. 1897–1904. 1970.
2. Le grand dessein d'Henri Bremond. 1905–1920. 1971.
3. Combats pour la prière et pour la poésie. 1921–1933. 1971.

- Anne Louis-David (Hrsg.): Lettres de George Tyrrell à Henri Bremond. Aubier Montaigne, Paris 1971 (Études bremondiennes; Bd. 3).

Essays
- Le charme d'Athènes et autres essais. Bloud & Gay, Paris 1905 (zusammen mit Jean und André Brémond).
- Introduction à la Philosophie de la Prière. Textes choisés. Bloud & Gay, Paris 1928.
- Divertissements Devant l'Arche. 6. Aufl. Grasset, Paris 1930.

Literaturkritische Sachbücher
- La littérature religieuse d'avant-hier et d'aujourd'hui. A propos de la nouvelle collection „La pensée chretiènne“. Bloud, Paris 1908.
- Pour le romantisme. Bloud & Gay, Paris 1923.
- Les deux musiques de la prose. Édition Le Divan, Paris 1924 (Les quatorze; Bd. 7).
- Le roman et l'histoire d'une conversion. Ulric Guttinguer et Sainte-Beuve. Plon. Paris 1925.
- Manuel illustré de la littérature catholique en France de 1870 à nos jours. Éditions Spes, Paris 1925 (zusammen mit anderen).
- La poésie pure. Un débat sur la poésie avec Robert de Souza. 12. Aufl. Grasset, Paris 1926 (La poésie et les poètes).
- Mystik und Poesie („Prière et poésie“, 1926). Herder, Freiburg/B. 1929.
- Racine et Valéry. Notes sur l'initiation poétique. 4. Aufl. Grasset, Paris 1930.
- La querelle du pur amour au temps de Louis XIII. Antoine Sirmond et Jean-Pierre Camus. Bloud & Gay, Paris 1932 (Cahiers de la nouvelle journée; Bd. 22).

Religiöse Sachbücher
- L'Inquiétude religieuse. Perrin, Paris

1. Aubes et lendemains de conversion. 11. Aufl. 1930 (EA 1901).
2. La conversion de Pascal. 7. Aufl. 1933 (EA 1901).

- Was würde Christus tun? Religiöse Charaktere („Âmes religieuses“, 1902). Herder, Freiburg/B. 1936.
- L'enfant et la vie. Bloud & Gay, Paris 1953 (Nachdr. d. Ausg. Paris 1902).
- La Provence Mystique au XVIIe siècle. Antoine Yvan et Madeleine Martin. Plon-Nourrit, Paris 1908.
- L’évolution du clergé anglican. Bloud, Paris 1909.
- Histoire littéraire du sentiment religieux en France depuis la fin des guerres de religion jusqu'à nos jours. Millon, Grenoble 2006, ISBN 2-8413-7188-3 (Nachdr. d. Ausg. in 11 Bd. Paris 1916/36;  auch online).
- Autour de l'Humanisme d'Érasme à Pascal. Grasset, Paris 1936.

### Herausgeber
- Jacques Bénigne Bossuet: Textes choisis. Plon-Nourrit, Paris 1913 (3 Bde.).
- Anthologie des écrivains catholiques prosateurs français du XVIIe siècle. Éditions Crès, Paris 1919 (zusammen mit Charles Grolleau).
- Revue Dominicaine. 1920.